# Hanuman
Hanuman (nominativ हनुमान् , osnova हनुमत्) je jedan od hinduističkih bogova koji se najčešće prikazuje u liku čoveka s majmunskom glavom i vrlo je omiljen. 
Jedan je od glavnih likova u indijskom epu Ramajana. Značajan je kao glavni pomoćnik glavnog junaka Rama u njegovoj potrazi za Sītom. U samom epu, a to je koliko se danas zna i prvo pojavljivanje njegovo u književnosti, Hanuman se prvi put pojavljuje u drugom pevanju četvrte knjige (Kiškindhakāṇḍa) Vālmīkijeve Rāmāyaṇe.